# Wouldn’t It Be Good
Wouldn’t It Be Good ist ein Popsong von Nik Kershaw aus dem Jahr 1984. Text und Musik stammen von Nik Kershaw, produziert wurde der Titel von Peter Collins. 

## Inhalt
Das Lied hat zwei Strophen und einen Refrain.
In der ersten Strophe beklagt der Protagonist des Liedes, wie schlecht es ihm ergeht. Vor allem die (wohl metaphorische) Kälte macht ihm zu schaffen, seine Seele sei bis ins Innerste gefroren. Im Vergleich dazu scheint ihm das Leben des angesprochenen Gegenüber einfach. Im Refrain baut der Ich-Erzähler diesen Gedanken aus, indem er sich vorstellt, wie gut es wäre, das Leben des Gegenüber zu führen. Die Titelzeile des Refrains „Wouldn’t it be good to be in your shoes?“ (zu dt.: Wäre es nicht gut, deinen Platz einzunehmen?) drückt diesen Gedanken aus und erinnert an die Redewendung „to walk a mile in someone else’s shoes“. Darin findet der Rat Ausdruck, dass es angemessen ist, die Perspektive des Gegenüber gründlich einzunehmen, bevor man diesen kritisiert oder etwas von ihm verlangt. Am Ende des Refrains findet sich ein weiteres Sprichwort: „the grass is always greener over there“ (zu dt.: Das Gras ist immer grüner auf der anderen Seite [des Zaunes].), das bereits auf die Vergeblichkeit des Rollenwechsels verweist: Aus der Entfernung sieht eine Alternative zum jetzigen Zustand (dem Gras auf unserer Seite) immer besser aus, als wenn man auf der anderen Seite angekommen ist.
In der zweiten Strophe findet ein Perspektivwechsel statt. Nun antwortet das Gegenüber dem Protagonisten aus der ersten Strophe. Er weist dessen Tauschwunsch zurück und führt aus, dass dieser nicht wüsste, wie es ihm wirklich ergeht. Sein eigenes Leben sei sogar noch viel schlimmer und es wäre daher töricht, mit ihm zu tauschen („…You must be joking, you don’t know a thing about it […] I got it harder, you couldn’t dream how hard I got it […] Stay out of my shoes, if you know what's good for you…“). Die Hitze, die er ertragen müsste, verbrenne ihn von innen. Auch er wolle sein Leben nicht so weiterführen. Danach folgt erneut der Refrain. Durch die vorige Gegenüberstellung von quälender Kälte in der ersten und erstickender Hitze in der zweiten Strophe werden nun die Unterschiede zwischen Außen- und Innenperspektive auf das Leid eines Menschen vollends deutlich.
Nach dem Refrain wiederholt sich im Fadeout der Anfang der ersten Strophe, durch das Weglassen der konkreten Beschwerden (Hitze, Kälte) könnte der Wunsch nach Tausch nun für beide Protagonisten gelten.
Das Lied wurde mit einem Synthesizer namens PPG Wave 2.2 und einem Yamaha DX7 begleitet.

## Video
Im Video zu Wouldn’t It Be Good sieht man Nik Kershaw als einen Außerirdischen, der von seiner Umwelt als glückliches Wesen wahrgenommen wird. Sobald er jedoch allein ist, gibt er sein wahres Befinden zu erkennen; er fühlt sich schwach und klagt über sein Dasein in der menschlichen Gesellschaft, von der er sich missverstanden und völlig isoliert fühlt. Dies zeigt sich in der Färbung seines Anzuges, das zunächst strahlend weiß ist und sich nun verdunkelt und die besungenen Eindrücke abbildet. Kershaw kontaktiert seine Heimat, um die Erde wieder verlassen zu können. Als endlich das erhoffte Signal kommt, verlässt er fluchtartig seine Bleibe. Auf der Straße wird er von zahlreichen Menschen umringt; diese geben ihm zu verstehen, dass auch sie viel Leid ertragen müssen, aber nicht einfach davor fliehen können. Schlussendlich gelingt es Kershaw, eine Parabolantenne zu erreichen; sein Körper löst sich auf und wird in Form eines Funkstrahls zu seinem Heimatplaneten gesendet.

## Veröffentlichung und Erfolg
Wouldn’t It Be Good wurde als zweite Single aus Kershaws Debüt-Album Human Racing ausgekoppelt. Neben der normalen Version als 7"-Single erschien noch eine 12"-Maxi mit dem Special Extended Mix des Titels. Dabei war das Lied Monkey Business jeweils auf der B-Seite veröffentlicht.
Der Song konnte sich in mehreren europäischen Ländern in den Top Ten platzieren. In Deutschland stieg er bis auf Platz zwei, in Großbritannien erreichte er Rang vier. Gemessen an Verkaufszahlen, Chartnotierungen und Bekanntheitsgrad ist Wouldn’t It Be Good der größte Hit von Nik Kershaw.
In den Jahren 1991 und 1998 wurde der Titel noch einmal veröffentlicht.

## Verwendung
Ein vom britischen Filmkomponisten Simon Boswell 1984 produzierter Remix des Liedes ist auf dem Sampler Retro:Active 4: Rare & Remixed enthalten. 
Das Lied gehört zum Programminhalt der fiktiven Radiostation Flash FM im Videospiel Grand Theft Auto: Vice City Stories. 
Wouldn’t It Be Good wird in dem Teenagerfilm Pretty in Pink, in einer Folge der britischen Sitcom Extras und in der neunten Folge der zweiten Staffel der Serie Diese Drombuschs angespielt.
Der Song war auch die Titelmelodie für die Daily-Talkshow von Jörg Pilawa auf Sat.1 (1998–2000).

## Auszeichnungen für Musikverkäufe
| Land/Region                  | Auszeichnungen für Musikverkäufe (Land/Region, Auszeichnung, Verkäufe) | Verkäufe |
| ---------------------------- | ---------------------------------------------------------------------- | -------- |
| Vereinigtes Königreich (BPI) | Silber                                                                 | 250.000  |
| Insgesamt                    | 1× Silber ·                                                            | 250.000  |

## Coverversionen
- 1984: Juliane Werding (Sonne auf der Haut)
- 1997: Soulwax
- 2001: Down Low fet. La Mazz
- 2003: Maybebop
- 2004: April Moon
- 2006: Sasha
- 2007: Cascada
- 2009: Placebo
- 2011: ASP